# Mertol Demirelli
Mertol Demirelli   (Ankara, 6 de juny de 1996) fou un prodigi com a pianista en la seva infantesa.

## Estudis
Va començar els seus estudis musicals quan tenia quatre anys, seguint classes particulars de piano quan tenia cinc anys. Mostrant talent notable en els exàmens especials d'admissió, Mertol va ser acceptat a la Universitat de Bilkent, Facultat de Música i Arts Escèniques, Escola Preparatòria de Música amb estudis complets. Va estudiar piano amb Oya Ünler durant quatre anys i amb Ersin Onay durant un any. Mertol també va continuar la seva educació secundària i va seguir un programa especial per a nens amb talent en aquesta escola prenent cursos sobre teoria de la música, formació de l'oïda, amb el doctor Orhun Orhon, Composició amb el doctor Turgut Pöğün, el professor Orhun Orhon i el professor Onur Türkmen. i el violí amb Eda Özer. Va ser acceptat a la "Queen Elisabeth Music Chapel" (Bèlgica) l'octubre de 2010 amb una beca completa i va estudiar piano amb Abdel Rahman El Bacha durant quatre anys. Després d'octubre de 2014, estudia piano sota la direcció de Maria João Pires, que el convida al Projecte Partitura per compartir escenari en ocasions regulars l'any següent.

## Actuacions
Als set anys, el 2003, va guanyar el Gran Premi IBLA Itàlia. El preu inclou l'organització de concerts a tot el món. El gener de 2004, Mertol va fer concerts a Newcastle (Anglaterra) el febrer de 2004, a Nova York, incloent Carnegie Hall i Arkansas-Little Rock (EUA).
Des del 2003, va donar concerts a diverses universitats, com ara Anadolu, Bilkent, Boğaziçi, Hacettepe, Istanbul, Izzet Baysal i Yıldız. Demirelli va actuar a l'Akbank Piano Days, al Festival Internacional de Música de Mersin, al Festival Internacional de Piano d'Antalya, així com a concerts especials a la Gran Assemblea Nacional de Turquia, la Fundació Pediàtrica Turca i la Fundació Vehbi Koç. També va actuar amb The Spivakov Genius Children de Rússia a la Universitat Boğaziçi el 2007.
Va assistir a les classes magistrals de Gulsin Onay, Muhittin Demiriz, Idil Biret, Edna Golandsky, Dmitri Bashkirov, Jean-Claude Vanden Eynden i Oya Ünler. També va actuar amb Fazil Say als seus concerts del Festival Internacional de Piano d'Ayvalık i Antalya.
Mertol DEmirelli, ha interpretat les obres més conegudes dels millors compositors de la història de la música així com també ha estat acompanyat amb les millors formacions orquestral del món.